# Cielmice
Cielmice (niem. Cielmitz) – dzielnica Tychów położona w południowo-wschodniej części miasta, przy drodze krajowej nr 1, między Paprocanami a Urbanowicami.

## Historia
Cielmice jako wieś lokowane w 1374 r.
Ślady pierwszego osadnictwa na terenie Cielmic sięgają epoki neolitu (znaleziona siekierka krzemienna). Na terenie Cielmic odkryto wczesnośredniowieczny cmentarz z ok. XI w. Natomiast pierwsza wzmianka pisana pochodzi z 1386 r. w dokumencie wydanym przez księcia Jana I Raciborskiego.
Nazwa Cielmice pochodzi prawdopodobnie od nazwy rodu szlacheckiego Cielma, najprawdopodobniej założyciela osady lub od nazwy celników, którzy pobierali myto (cło) na moście ciągnącym się przez Dolinę Gostyni, a pobierane było głównie od kupców czeskich zmierzających do Krakowa przez Lędziny.
W dokumencie sprzedaży dóbr pszczyńskich wystawionym przez Kazimierza II cieszyńskiego w języku czeskim we Frysztacie w dniu 21 lutego 1517 r. wieś została wymieniona jako Tielmicze.
W 1973 miejscowość włączono do Tychów.
Historycznym herbem Cielmic jest złota kaczka w locie na niebieskim polu. Wizerunek ten pochodzi z pieczęci Księstwa Pszczyńskiego. Próba sformalizowania jego statusu w statucie osiedla została zakwestionowana przez Naczelny Sąd Administracyjny, który uznał, że brak jest podstaw prawnych nadawania herbom jednostkom pomocniczym gmin.

## Sport
Dzielnica Cielmice posiada także własny klub piłkarski „Ludowy Klub Sportowy Ogrodnik Cielmice” założony w 1973 r.

## Gospodarka
Na obszarze Cielmic, znajduje się większość zakładów Katowickiej Specjalnej Strefy Ekonomicznej (podstrefa Tychy): Ekoland, Toyo Seal Poland, Comen, BOS, Formpol, Nexteer, Agora, Rosa, a także hipermarket Castorama, Media Markt, Obi oraz otwarte w marcu 2018 r. centrum handlowe Gemini Park Tychy.

## Obiekty dzielnicy
- Zespół Szkolno-Przedszkolny (Przedszkole, Szkoła nr 23, Gimnazjum nr 8)
- Kościół Narodzenia św. Jana Chrzciciela (ul. Targiela)
- Cmentarze: komunalny (ul. Barwna) i parafialny (ul. Targiela)
- Galeria Handlowa Gemini Park (ul. Towarowa)

## Transport
Zaraz za zachodnią granicą dzielnicy przebiega droga krajowa nr 1 (wraz z tym trasa międzynarodowa E75 i E462). Zaś przez Cielmice biegnie trasa lokalna do Bojszów. 
Przez dzielnicę przebiegają także linie autobusowe obsługiwane przez ZTM:
21 (Cielmice - Tereny Przemysłowe - Śródmieście - Stare Tychy - Wilkowyje) 
128 (Tereny Przemysłowe - Cielmice - Paprocany - Śródmieście) 
696 (Tereny Przemysłowe - Cielmice - Paprocany - Śródmieście - Stare Tychy - Wilkowyje) 
L (Bieruń - Tereny Przemysłowe - Cielmice - Paprocany - Śródmieście - Stare Tychy - Wartogłowiec - Czułów)